# 魏成日
魏 成日（ウィ・ソンイル、朝鮮語: 위성일）は、朝鮮民主主義人民共和国の軍人、政治家。朝鮮人民軍第3軍団長、朝鮮労働党中央委員会委員。朝鮮人民軍における軍事称号（階級）は上将。元朝鮮人民軍第1副総参謀長兼作戦局長、朝鮮労働党中央軍事委員会委員。

## 経歴
出生地や生年月日は不明。2014年12月には朝鮮人民軍中将として第1軍団長に任命され、2015年1月7日に死去した李乙雪元帥の国家葬儀委員会委員に選ばれ、2016年5月9日に開催された朝鮮労働党第7次大会で朝鮮労働党中央委員会委員に選出された。
2017年4月14日には金日成主席の誕生日である「太陽節」に際して上将に昇進し、2019年12月には朝鮮人民軍第1副総参謀長兼作戦局長に任命され、朝鮮労働党中央軍事委員会委員に選出された。
2020年10月10日に開催された、朝鮮労働党創建75周年慶祝閲兵式では、第3軍団を率いて行進した。

## 参考サイト
- 북한정보포털